# Sarah Vollath

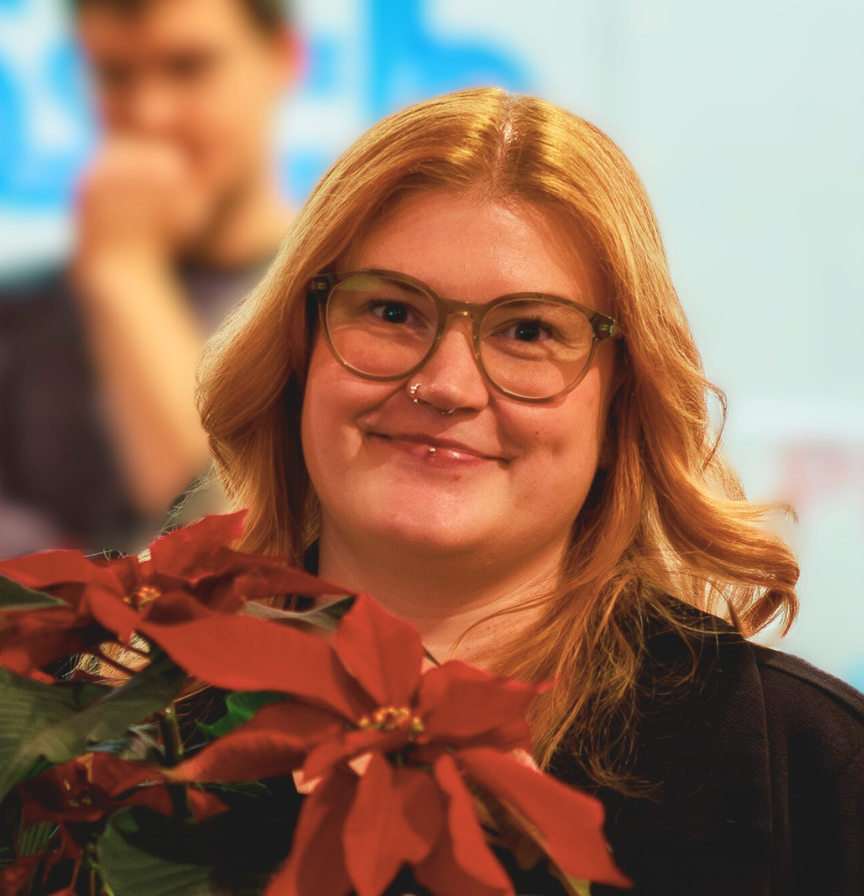
Sarah Vollath bei der Listenaufstellungsveranstaltung der bayerischen Linken, 2024

Sarah Vollath (* 26. Dezember 1995 in Ingolstadt als Sarah Eichberg) ist eine deutsche Politikerin (Die Linke) und seit 2025 Mitglied des 21. Deutschen Bundestags.

## Persönlicher Werdegang
Vollath studierte Soziale Arbeit an der Katholischen Universität Eichstätt-Ingolstadt und war, bis zum Antritt ihres Bundestagsmandats, Leiterin einer offenen Ganztagsschule in der oberbayerischen Kreisstadt Eichstätt.
Sarah Vollath ist verheiratet und lebt im Landkreis Eichstätt.

## Politischer Werdegang

### Partei Die Linke
Vollath ist seit 2018 Mitglied der Partei Die Linke. Sie war Gleichstellungsbeauftragte der bayerischen Linken. 2024 wurde sie in den geschäftsführenden Landesvorstand von Die Linke Bayern gewählt. Am 15. März 2025 wählte der Landesparteitag Vollath als Landessprecherin.

### Deutscher Bundestag
Als Drittplatzierte der Landesliste der bayerischen Linken zog sie infolge der Bundestagswahl 2025 als eine der 230 neu gewählten Abgeordneten in den 21. Deutschen Bundestag ein. Sie kandidierte auch als Direktkandidatin ihrer Partei im Bundestagswahlkreis Ingolstadt und erhielt vier Prozent der Erststimmen.
Vollath ist im 21. Deutschen Bundestag Mitglied des Ausschuss für Arbeit und Soziales. Außerdem ist sie stellvertretendes Mitglied im Petitionsausschuss.

## Politische Positionen
Ihre politischen Schwerpunkte sieht sie in der Frauen-, Familien- und Bildungspolitik. So setzt sie sich etwa für eine flächendeckende Finanzierung von Frauenhäusern, eine Kindergrundsicherung und einen eltern- und altersunabhängigen BAföG-Satz ein. Sie setzt sich ebenfalls für bezahlbaren Wohnraum ein und fordert dazu einen Mietendeckel sowie die Enteignung von Immobilieneigentümern mit einer sehr großen Anzahl an Immobilien. Vollath stellt sich gegen eine Verschärfung des Asylrechts und fordert stattdessen eine bessere Integration migrantischer Kinder durch eine bessere finanzielle Ausstattung der Kommunen und Schulen. Außerdem unterstützt sie eine gerechtere Steuerpolitik sowie eine gerechtere Vermögensverteilung.

## Weitere Mitgliedschaften
Neben ihrer Mitgliedschaft in der Linken ist Vollath auch Mitglied in der Gewerkschaft Erziehung und Wissenschaft und bei den Johannitern.